# Гиис, Вильгельм
Вильгельм Гис « Вилли» (нем. Wilhelm „Willy“ Gies, 1 февраля 1890 — 15 сентября 1931) — немецкий футболист и функционер. Гис был одним из тех молодых людей, которые весной 1904 года основали в новом городском районе Гельзенкирхена «Шальке» (эта территория была включена в состав города незадолго перед этим — в 1903 году) футбольный клуб, который сначала назывался «Вестфалия Шальке», а в 1924 году был переименован в «Шальке 04».
Гис — ученик слесаря на предприятии Küppersbusch, производящем бытовые кухонные приборы, был действующим игроком клуба около 10 лет. В 1909 году он стал одним из президентов клуба (вторым был Герхард Клопп). После тяжёлого ранения, полученного в годы первой мировой войны, Гис был вынужден оставить свой пост. В 2008 году Гис, как один из основателей клуба, был введён в зал славы Шальке (Königsblaue Hall of Fame).